# انجلا فانگ
اَنجلا فانگ (انگلیسی: Angela Fong؛ زادهٔ ۳ فوریهٔ ۱۹۸۵) یک مانکن، هنرپیشه و کشتی‌گیر حرفه‌ای اهل کانادا است.